# Mirko Gennai
Mirko Gennai (Firenze, 7 marzo 2003) è un pilota motociclistico italiano.

## Carriera
Gennai inizia la carriera agonistica nelle categorie minori del Campionato Italiano Velocità, dove, nel 2012, chiude all'ottavo posto nel campionato minimoto. Nel 2013 chiude al quinto posto nel campionato Junior A mentre nel 2014 partecipa sia al campionato Junior B che alla MiniGP. Nel 2015 chiude al settimo posto nella MiniGP. Nel triennio 2016/17/18 prende parte alla classe PreMoto3 del CIV classificandosi rispettivamente quattordicesimo, quinto e terzo. Nel 2019 è vice-campione della Yamaha YZF-R3 Cup.
Nel 2020 fa il suo esordio nel campionato mondiale Supersport 300. Prende parte all'intera stagione con una YZF-R3 del team BrCorse. Dopo aver mancato la qualificazione nella gara inaugurale a Jerez, porta a termine tutte le restanti prove chiudendo due volte in zona punti e classificandosi al trentesimo posto. Nel 2021 prosegue con lo stesso team dell'anno precedente e migliora sensibilmente le prestazioni andando a punti sette volte e chiudendo il campionato al quindicesimo posto. Nel 2022, terzo anno con il team, ottiene il primo podio in occasione del Gran Premio di Assen dove chiude terzo in gara 1. Nel corso del campionato conquista altri due terzi postiː a Estoril ed a Barcellona; all'ultima gara stagionale, a Portimão ottiene il suo primo successo e chiude il campionato al sesto posto.
Nel 2023 inizia il quarto anno nel mondiale Supersport 300. Gareggia nuovamente per il team BR Corse, il compagno di squadra è il connazionale Marco Gaggi. Al termine della doppia prova di Misano è in testa alla classifica piloti. Nel resto del campionato chiude quattro gare senza prendere punti perdendo il primato. Termina la stagione vincendo entrambe le prove di Portimão, grazie a questi punti, si classifica al terzo posto, miglior piazzato tra i piloti Yamaha. Nel 2024 passa al team MTM in sella ad una Kawasaki Ninja 400, il compagno di squadra è Loris Veneman. Ottiene nuovamente il doppio successo a Portimão, dove sfiora per pochi millesimi la pole position; vince anche gara due del Gran Premio d'Aragona e chiude il campionato al settimo posto. In questa stagione contribuisce alla conquista del titolo a squadre per MTM e si impone nel Best Lap Award.

## Risultati nel mondiale Supersport 300
| 2020 | Moto   |    |    |    |    |    |    |    |    |    |    |    |    |    |    |  |  | Punti | Pos. |
| ---- | ------ | -- | -- | -- | -- | -- | -- | -- | -- | -- | -- | -- | -- | -- | -- |  |  | ----- | ---- |
| 2020 | Yamaha | NQ | NQ | 14 | 22 | 16 | 21 | 17 | 30 | 21 | 19 | 16 | 28 | 25 | 11 |  |  | 7     | 30º  |

| 2021 | Moto   |    |    |   |    |     |   |    |   |    |    |     |     |    |   |    |   | Punti | Pos. |
| ---- | ------ | -- | -- | - | -- | --- | - | -- | - | -- | -- | --- | --- | -- | - | -- | - | ----- | ---- |
| 2021 | Yamaha | 18 | 21 | 6 | 24 | Rit | 7 | 10 | 7 | 17 | 14 | Rit | Rit | 16 | 6 | 23 | 8 | 54    | 15º  |

| 2022 | Moto   |   |   |   |   |    |   |     |   |    |     |     |   |    |   |   |   | Punti | Pos. |
| ---- | ------ | - | - | - | - | -- | - | --- | - | -- | --- | --- | - | -- | - | - | - | ----- | ---- |
| 2022 | Yamaha | 8 | 6 | 3 | 6 | 25 | 3 | Rit | 7 | 14 | Rit | Rit | 5 | 10 | 3 | 5 | 1 | 140   | 6º   |

| 2023 | Moto   |    |   |   |   |   |   |   |     |    |     |    |   |    |   |   |   | Punti | Pos. |
| ---- | ------ | -- | - | - | - | - | - | - | --- | -- | --- | -- | - | -- | - | - | - | ----- | ---- |
| 2023 | Yamaha | 11 | 5 | 3 | 1 | 2 | 7 | 7 | Rit | 21 | Rit | 14 | 2 | 19 | 4 | 1 | 1 | 180   | 3º   |

| 2024 | Moto     |   |    |     |     |   |    |   |     |   |   |     |    |    |   |    |     | Punti | Pos. |
| ---- | -------- | - | -- | --- | --- | - | -- | - | --- | - | - | --- | -- | -- | - | -- | --- | ----- | ---- |
| 2024 | Kawasaki | 6 | 12 | Rit | Rit | 3 | 10 | 4 | Rit | 1 | 1 | Rit | 14 | 11 | 1 | 17 | Rit | 131   | 7º   |

| 2025 | Moto     |     |     |    |     |    |    |   |     |  |  |  |  |  |  |  |  | Punti | Pos. |
| ---- | -------- | --- | --- | -- | --- | -- | -- | - | --- |  |  |  |  |  |  |  |  | ----- | ---- |
| 2025 | Kawasaki | Rit | Rit | 10 | Rit | 13 | 15 | 9 | Rit |  |  |  |  |  |  |  |  | 17    |      |

| Legenda | 1º posto        | 2º posto            | 3º posto           | A punti      | Senza punti        | Grassetto – Pole position Corsivo – Giro più veloce |
| Legenda | Gara non valida | Non qual./Non part. | Ritirato/Non class | Squalificato | '-' Dato non disp. | Grassetto – Pole position Corsivo – Giro più veloce |